# El Mazo
El Mazo ist ein Dorf in der Gemeinde Peñamellera Baja der autonomen Region Asturien. El Mazo ist 4 km entfernt von Panes, dem Verwaltungssitz der Gemeinde.

## Geographie
El Mazo mit seinen 37 Einwohnern (Stand 2011) liegt auf 48 m über NN.

## Fiesta
Viele Veranstaltungen das ganze Jahr über. Siehe hierzu den Veranstaltungskalender der Gemeinde auf deren Internetseite.

## Klima
Der Sommer ist angenehm mild, aber auch sehr feucht. Der Winter ist ebenfalls mild und nur in den Hochlagen streng.
Temperaturen im Februar 2007 3–9 °C
Temperaturen im August 2007 19–25 °C

## Sehenswürdigkeiten
- Capilla (Kapelle) de San Antonio
- Cueva (Tropfsteinhöhle) Loja mit steinzeitlichen Funden